# NGC 2399
NGC 2399 é um sistema estelar triplo na direção da constelação de Canis Minor. O objeto foi descoberto pelo astrônomo George Bond em 1853, usando um telescópio refrator com abertura de 15 polegadas. 